# Adolf Schulz-Evler
Pour les articles homonymes, voir Schulz.
Adolf ou Andrey ou Adolf Andrey Schulz-Evler (Radom, 12 décembre 1852 – Varsovie, 15 mai 1905) est un compositeur polonais.

## Biographie
Né à Radom, en Pologne (à l'époque partie de l'Empire russe), il étudie au Conservatoire de Varsovie, puis, avec Carl Tausig à Berlin. À partir de 1884 jusqu'en 1904, il enseigne à l'École de musique de Kharkiv,.
Il a composé 52 opus, dont la plupart sont aujourd'hui oubliées. Il est surtout connu pour sa transcription pour  piano du Le Beau Danube bleu, de Johann Strauss II : Arabesques sur « an der schönen blauen Donau ». La pièce a été enregistrée de nombreuses fois notamment par : Jorge Bolet, Rosita Renard, Jan Smeterlin, Marc-André Hamelin, Comte Sauvage, Piers Lane, Byron Janis, Isador Goodman, Benjamin Grosvenor et — peut-être le plus célèbre — Josef Lhévinne.

## Œuvres
La liste de ses œuvres comprend :
- Op. 2 : Invitation à la Valse (éd. Jurgenson)
- Op. 4 : Variations en sol majeur (Jurgenson)
- Op. 5 : Melodie (Jurgenson)
- Op. 6 : Nocturne en fa majeur (Jurgenson)
- Op. 8 : Révélation-je en si majeur (Jurgenson)
- Op. 9 : Apocalypse II en mi  major (Jurgenson)
- Op. 10 : l'Apocalypse III, en fa majeur (Jurgenson)
- Op. 11 : Sérénade (Jurgenson)
- Op. 12 : Arabesques, Variations sur le beau Danube Bleu Valse [Strauss] (Jurgenson)
- Op. 14 : Rhapsodie Russe pour Piano & Orchestre (Jurgenson)
- Op. 17 : Étude pour les octaves (Jurgenson)[7]
- Op 19 : « Narzan » Valse (Jurgenson)
- Op. 40 : Pezzetino amichevole (Jurgenson)
- Donau Walzer (Selbstverlag)
- Écho de la Partita de J.-S. Bach - Paraphrase de Concert (Johansen)[7]
- Fantaisie (Johansen)
- Mélodie no 1 (Gutheil)
- Ô beaux yeux bleus (Jurgenson)
- Ô toi toutes mes fleurs (Jurgenson)
- Poème sans paroles (Johansen)